# Metro de Lilla

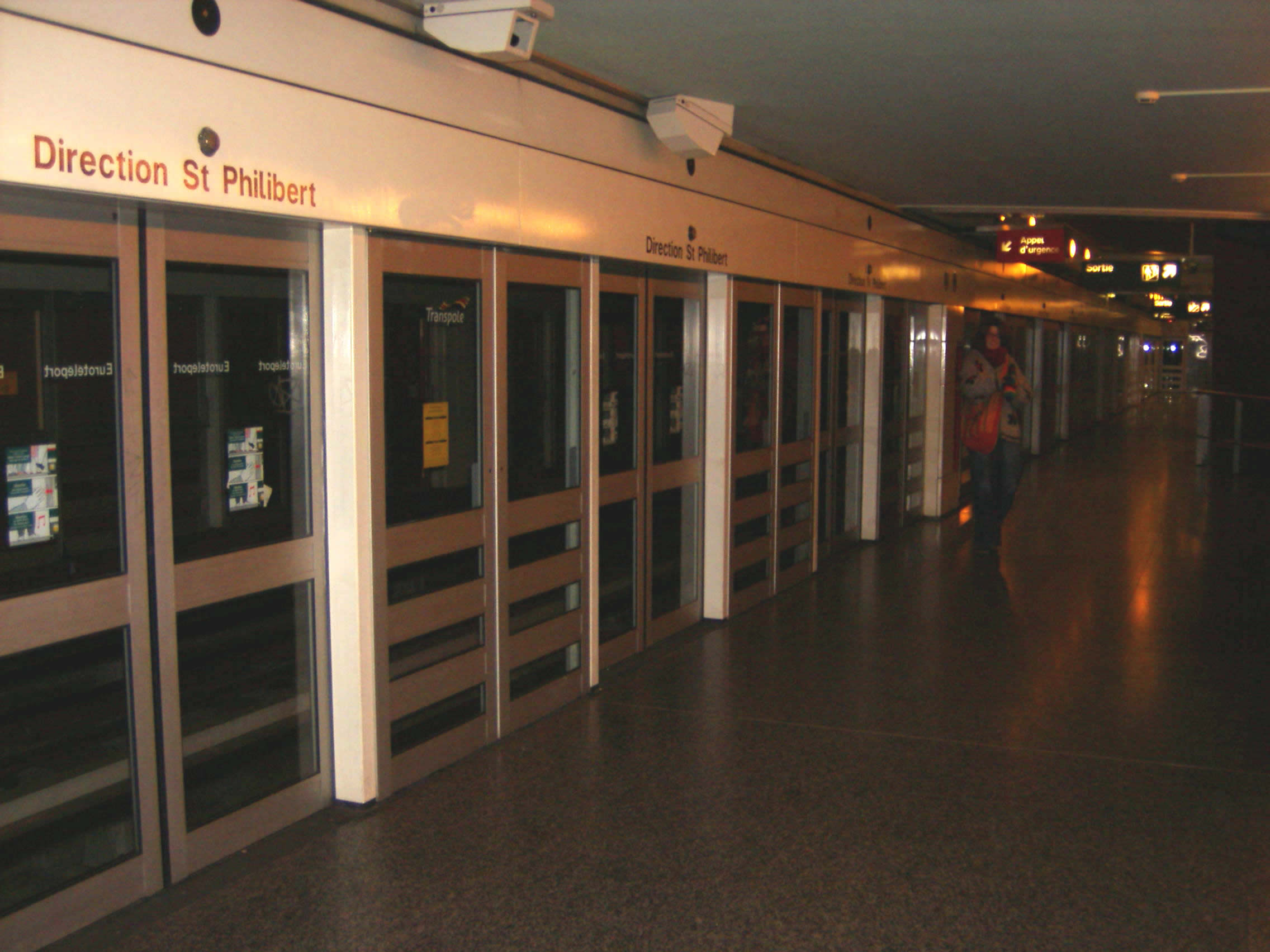
L'andana de l'estació Eurotéléport, a la línia 2.

El metro de Lilla (França) és el primer metro del món en utilitzar la tecnologia VAL.
El terme VAL és un acrònim que actualment vol dir Vehicle Automàtic Lleuger. Però al començament volia dir Villeneuve-d'Ascq - Lilla. Alguns estudiants de Villeneuve-d'Ascq popularitzaren més tard l'expressió Vite à Lille, Vite au Lit (Ràpidament A Lilla, Ràpidament Al Llit). Totalment automatitzat, el metro de Lilla no necessita conductor, i es desmarca de nombroses altres xarxes metropolitanes per les seves andanes protegides: no hi ha cap risc de caure a la via gràcies a un panell de vidre i a les portes automàtiques, a tota la llargada de l'andana. Les portes només s'obren quan el tren s'atura. El metro de Lilla, contràriament al Metro de París, té el gàlib petit. Cada tren té dos vagons, tot i que la majoria d'estacions poden rebre trens de quatre vagons.
Al començament, cada municipi tenia un pressupost propi per triar un arquitecte i un artista per fer les estacions. Aquesta mesura es prengué quan es va fer la línia 2. Però després, algunes de les estacions noves ja no tenen obres d'art.

## Línies

Mapa de la xarxa de metro i tramvia de Lilla.

| Línia | Color   | Ruta                                        | Obertura | Longitud | Estacions |
| ----- | ------- | ------------------------------------------- | -------- | -------- | --------- |
| 1     | Groc    | 4 Cantons - Grand Stade ↔ C.H.R. B-Calmette | 1983     | 13,5 km  | 18        |
| 2     | Vermell | St-Philibert ↔ C.H. Dron                    | 1989     | 32 km    | 41        |

### Línia 1
La primera línia, d'una longitud de 13,5 km (dels quals 8,5 km són subterranis) fou inaugurada a Lilla el 25 d'abril de 1983, data en la qual connectava les estacions de Quatre Cantons (Villeneuve d'Ascq) i République (Lilla). L'ampliació d'aquesta primera línia fins a CHR B Calmette fou inaugurada el 2 de maig del 1984.
Aquesta primera línia és freqüentada per una mitjana de 135.000 persones al dia.

### Línia 2
La segona línia, d'una longitud de 31,7 km, comprèn 43 estacions, es tracta a més de la línia de metro automàtic més llarga del món. La seva obertura s'efectuà en cinc fases:
- 3 d'abril del 1989 - Saint Philibert - Gare Lille Flandres
- 5 de maig del 1994 - Gare Lille Flandres - Gare Lille Europe
- maig del 1995 - Gare Lille Europe - Fort de Mons
- 18 d'agost del 1999 - Fort de Mons - Tourcoing-Centre
- 27 d'octubre del 2000 - Tourcoing-Centre - CH Dron

La freqüentació diària de la línia 2 s'eleva a 130.000 persones.

## Projectes
S'ha considerat des de fa diversos anys un projecte d'extensió de la línia 1 cap a l'aeroport de Lilla-Lesquin. Aquest projecte es troba avui en competència amb un altre que proposa una línia de tecnologia Train-Tram (tren tramvia). S'ha rebutjat el projecte de la línia 3 del metro i s'ha substituït per una línia d'autobús. El projecte de pas de trens de dos vagons a quatre és l'únic que queda activament estudiat.